# Bonaventura Codina Augerolas
Bonaventura Codina Augerolas (ur. 3 czerwca 1785 w Hostalric; zm. 18 listopada 1857 w Las Palmas de Gran Canaria) – hiszpański lazarysta, biskup Wysp Kanaryjskich, Sługa Boży Kościoła katolickiego.

## Życiorys
Bonaventura Codina Augerolas urodził się w bardzo religijnej rodzinie. Rozpoczął studia na uniwersytecie Cervera, gdzie ukończył filozofię i teologię. W 1841 roku został przełożonym Zgromadzenia Misji, a w 1848 roku został mianowany biskupem Las Palmas. W czerwcu 1851 roku doszło do wybuchu epidemii cholery, wówczas zaopiekował się z chorymi. Za swoją działalność został odznaczony Orderem Izabeli Katolickiej. Zmarł 18 listopada 1857 roku w wieku 72 lat w opinii świętości. W dniu 19 stycznia 1995 roku rozpoczął się jego proces beatyfikacyjny.